# Eckley
Eckley – miasto w Stanach Zjednoczonych, w stanie Kolorado, w hrabstwie Yuma.